# Protochromadora mediterranea
Protochromadora mediterranea är en rundmaskart som först beskrevs av Allgen 1942.  Protochromadora mediterranea ingår i släktet Protochromadora och familjen Chromadoridae. Inga underarter finns listade i Catalogue of Life.